# Видовища у стародавньому Римі

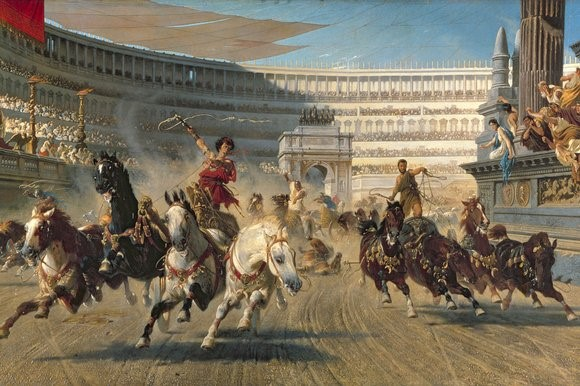

Ілюстрація римського видовища з гладіаторами, звірами та глядачами у амфітеатрі

Видовища у Стародавньому Римі (лат. *spectacula*) — різноманітні публічні розваги, які мали величезне соціальне та політичне значення у житті римлян. Вони включали гладіаторські бої, гонки колісниць, театральні постановки, публічні страти, морські битви (наумахії) та циркові вистави. Видовища проводилися в спеціально збудованих спорудах, таких як Колізей, Цирк Максимус, театри, одеони.

## Походження
Римські видовища мали як етруське, так і грецьке походження. З етрусків перейшли ритуальні ігри на честь померлих, а з греків — драматичні постановки. Спершу видовища мали сакральний характер, але з часом стали елементом політичного впливу.

## Основні види видовищ

### Гладіаторські бої
Гладіатори, зазвичай раби або військовополонені, боролися між собою або з дикими тваринами задля розваги публіки. Ці бої проходили в амфітеатрах, зокрема в Колізеї. Імператори використовували такі видовища для демонстрації своєї щедрості та утвердження авторитету.

### Циркові ігри
Цирк Максимус — головне місце для перегонів на колісницях. Перегони були найпопулярнішим видом видовищ і збирали десятки тисяч глядачів. Колісниці поділялися на команди кольорів — червоні, білі, сині та зелені.

### Театральні вистави
Театри у Римі прийшли з Греції, але римляни адаптували їх під свої смаки. Вистави включали комедії (наприклад, твори Плавта), трагедії, пантоміми, а згодом і мімічні сценки.

### Наумахії
Це інсценування морських боїв, які проводили у спеціально заповнених водою аренах або штучних озерах. Однією з найвідоміших була наумахія імператора Августа на Марсовому полі.

### Публічні страти
Під час обідньої перерви глядачам демонстрували страти злочинців, часто в кривавій та театралізованій формі. Деякі страти імітували міфологічні сцени.

## Соціально-політичне значення
Видовища були засобом «хліба й видовищ» (лат. *panem et circenses*) — політики умиротворення народу за допомогою безкоштовної їжі та розваг. Організація видовищ дозволяла здобути популярність, вплив і голоси виборців. Імператори витрачали величезні кошти на видовища для підтримки лояльності плебсу.

## Архітектура видовищ
Основними архітектурними формами були:
- Амфітеатр — для боїв гладіаторів.
- Цирк — для перегонів на колісницях.
- Театр — для драматичних вистав.
- Одеон — для музичних виступів.
- Стадіон — для атлетичних змагань.

## Занепад видовищ
Із християнізацією Римської імперії багато форм видовищ почали вважатися аморальними. У 404 році н. е. гладіаторські бої були заборонені за імператора Гонорія.

## Джерела

Амфітеатр та видовища